# Nauki niezbyt ścisłe
A.P. Bio – amerykański serial telewizyjny (komedia) wyprodukowany przez  Broadway Video, Sethmaker Shoemeyers Productions oraz Warner Bros. Television, którego pomysłodawcą jest Mike O’Brien. Serial jest emitowany od 1 lutego 2018 roku przez NBC.
Pod koniec maja 2019 roku, stacja NBC ogłosiła zakończenie produkcji serialu po dwóch sezonach.
Pod koniec lipca 2019 roku stacja NBC zamówiła jednak trzeci sezon serialu.
W Polsce serial jest udostępniony od 1 marca 2018 roku na platformie Showmax.

## Fabuła
Serial opowiada o Jacku, profesorze filozofii, który traci  pracę na Uniwersytecie Harvarda. Nie ma wyjścia, rozpoczyna pracę jako nauczyciel biologii w szkole średniej. Jack postanawia wykorzystać swoich uczniów, aby odpłacić ludziom, którzy go skrzywdzili.

## Obsada

### Główna
- Glenn Howerton jako Jack Griffin[5]
- Lyric Lewis jako Stef[6]
- Mary Sohn jako Mary[7]
- Jean Villepique jako Michelle[8]
- Tom Bennett jako Miles Leonard[9]
- Patton Oswalt jako Principal Ralph Durbin[5]
- Jacob McCarthy jako Devin[10]
- Aparna Brielle jako Sarika Sarkar[11]
- Nick Peine jako Marcus[12]

### Role drugoplanowe
- Allisyn Ashley Arm jako Heather
- Eddie Leavy jako Anthony Lewis
- Charlie McCrackin jako Coach Dick Novak
- Jacob Houston jako Victor Kozlowski
- Tucker Albrizzi jako Colin McConnell
- Spence Moore II jako Dan Decker
- Paula Pell jako Helen Henry Demarcus
- Sari Arambulo jako Grace

### Gościnne występy
- Collette Wolfe jako Meredith
- Niecy Nash jako Kim Burke
- Taran Killam jako pan Vining
- Mark Proksch jako Philip

## Odcinki
| Sezon | Odcinki | Oryginalna emisja w NBC | Oryginalna emisja w NBC | Emisja w Showmax | Emisja w Showmax | Emisja w Showmax |
| Sezon | Odcinki | Premiera sezonu         | Finał sezonu            | Premiera sezonu  | Finał sezonu     |                  |
| ----- | ------- | ----------------------- | ----------------------- | ---------------- | ---------------- | ---------------- |
| 1     | 13      | 1 lutego 2018           | 3 maja 2018             | 1 marca 2018     | 10 maja 2018     |                  |
| 2     | 13      | 7 marca 2019            | 13 czerwca 2019         |                  |                  |                  |
| 3     | 8       | 3 września 2020         | 3 września 2020         |                  |                  |                  |

### Sezon 1 (2018)
| #  | Nr | Tytuł                | Reżyseria           | Scenariusz                                    | Premiera w NBC  | Premiera w Showmax |
| -- | -- | -------------------- | ------------------- | --------------------------------------------- | --------------- | ------------------ |
| 1  | 1  | Catfish              | Oz Rodriguez        | Mike O’Brien                                  | 1 lutego 2018   | 1 marca 2018       |
| 2  | 2  | Teacher Jail         | Oz Rodriguez        | Rob Klein                                     | 25 lutego 2018  | 1 marca 2018       |
| 3  | 3  | Overachieving Virgin | Oz Rodriguez        | Luvh Rakhe                                    | 1 marca 2018    | 1 marca 2018       |
| 4  | 4  | Burning Miles        | Oz Rodriguez        | Luvh Rakhe                                    | 1 marca 2018    | 8 marca 2018       |
| 5  | 5  | Dating Toledoans     | Ryan Case           | Aseem Batra                                   | 8 marca 2018    | 15 marca 2018      |
| 6  | 6  | Freakin' Enamored    | Oz Rodriguez        | Shelly Gossman                                | 15 marca 2018   | 22 marca 2018      |
| 7  | 7  | Selling Out          | Payman Benz         | Donick Cary                                   | 22 marca 2018   | 29 marca 2018      |
| 8  | 8  | We Don't Party       | Daniel Gray Longino | Nicole Sun                                    | 29 marca 2018   | 5 kwietnia 2018    |
| 9  | 9  | Rosemary’s Boyfriend | Maggie Carey        | Mike O’Brien, Charlie McCrackin               | 5 kwietnia 018  | 12 kwietnia 2018   |
| 10 | 10 | Durbin Crashes       | Andrew DeYoung      | Mike O’Brien, Rob Klein                       | 12 kwietnia 018 | 19 kwietnia 2018   |
| 11 | 11 | Eight Pigs and a Rat | Carrie Brownstein   | Mike O’Brien, Zeke Nicholson                  | 19 kwietnia 018 | 26 kwietnia 2018   |
| 12 | 12 | Walleye              | Tristram Shapeero   | Mike O’Brien, Britt Matt                      | 26 kwietnia 018 | 3 maja 2018        |
| 13 | 13 | Drenching Dallas     | Lynn Shelton        | Mike O’Brien, Jeff Vanderkruik, Brian Ashburn | 3 maja 2018     | 10 maja 2018       |

### Sezon 2 (2019)
| #  | Nr | Tytuł                   | Reżyseria                  | Scenariusz                                                | Premiera w NBC   | Premiera w |
| -- | -- | ----------------------- | -------------------------- | --------------------------------------------------------- | ---------------- | ---------- |
| 14 | 1  | Happiness               | Trent O’Donnell            | Donick Cary                                               | 7 marca 2019     |            |
| 15 | 2  | Nun                     | Lynn Shelton               | John Blickstead, Trey Kollmer                             | 14 marca 2019    |            |
| 16 | 3  | Wednesday Morning, 8 AM | John Solomon               | Mike O'Brien                                              | 21 marca 2019    |            |
| 17 | 4  | Toledo's Top 100        | Maggie Carey               | Emily Cutler                                              | 28 marca 2019    |            |
| 18 | 5  | J'accuse                | Andy DeYoung               | Mike O'Brien, Charlie McCrackin                           | 4 kwietnia 2019  |            |
| 19 | 6  | Melvin                  | Katie Locke                | Mike O'Brien, Dan Klein                                   | 11 kwietnia 2019 |            |
| 20 | 7  | Personal Everest        | John Solomon, Andy DeYoung | Shelly Gossman                                            | 18 kwietnia 2019 |            |
| 21 | 8  | Sweet Low Road          | Richie Keen                | Donick Cary, Emily Cutler                                 | 25 kwietnia 2019 |            |
| 22 | 9  | Dr. Whoopsie            | Blake McClure              | Mike O’Brien, Rob Klein                                   | 2 maja 2019      |            |
| 23 | 10 | Handcuffed              | Jennifer Arnold            | Paula Pell                                                | 30 maja 2019     |            |
| 24 | 11 | Spectacle               | Carrie Brownstein          | Amy Hubbs                                                 | 30 maja 2019     |            |
| 25 | 12 | Ride the Ram            | Mike O'Brien               | Mike O'Brien, John Solomon                                | 13 czerwca 2019  |            |
| 26 | 13 | Kinda Sorta             | Trent O'Donnell            | John Blickstead, Trey Kollmer, Shelly Gossman, Britt Matt | 13 czerwca 2019  |            |

### Sezon 3 (2020)
| #  | Nr | Tytuł            | Reżyseria      | Scenariusz                       | Premiera w Peacock | Premiera w |
| -- | -- | ---------------- | -------------- | -------------------------------- | ------------------ | ---------- |
| 27 | 1  | Tiny Problems    | Oz Rodriguez   | Donick Cary                      | 3 września 2020    |            |
| 28 | 2  | Disgraced        | Oz Rodriguez   | Shelly Gossman                   | 3 września 2020    |            |
| 29 | 3  | Gary Meets Dave  | Richie Keen    | Dan Schofield                    | 3 września 2020    |            |
| 30 | 4  | Get Hoppy!       | Glenn Howerton | Jess Lacher                      | 3 września 2020    |            |
| 31 | 5  | Mr. Pistachio    | Oz Rodriguez   | Gilli Nissim                     | 3 września 2020    |            |
| 32 | 6  | That That That   | Richie Keen    | Charlie McCrackin                | 3 września 2020    |            |
| 33 | 7  | Aces Wild        | Oz Rodriguez   | Shelly Gossman, Brendan Jennings | 3 września 2020    |            |
| 34 | 8  | Katie Holmes Day | Anu Valia      | Debbie Jhoon, Michael J. Feldman | 3 września 2020    |            |

## Produkcja
Pod koniec lutego 2017 roku ogłoszono, że Mary Sohn dołączyła do obsady
W kolejnym miesiącu poinformowano, że w serialu zagrają: Lyric Lewis jako Stef, Aparna Brielle jako Sarika Sarkar, Glenn Howerton  jako Jack Griffin, Patton Oswalt jako Principal Ralph Durbin, Nick Peine jako Marcus oraz Jacob McCarthy  jako Devin.
9 maja 2017 roku stacja NBC zamówiła pierwszy sezon komedii, którego premiera była zaplanowana na midsesason 2017/2018.
W czerwcu 2017 roku ogłoszono, że do obsady głównej dołączył Tom Bennett.
Na początku sierpnia 2017 roku poinformowano, że w serialu zagra Jean Villepique jako Michelle'a
9 maja 2018 roku stacja NBC przedłużyła serial o drugi sezon